# Mikhail Ostrogradski
Mikhail Vassiliovich Ostrogradski (em ucraniano:  Михайло Васильович Остроградський, em russo:  Михаил Васильевич Остроградский) (Poltava, 24 de setembro de 1801 — Poltava, 20 de dezembro de 1861) foi um matemático ucraniano.

## Vida

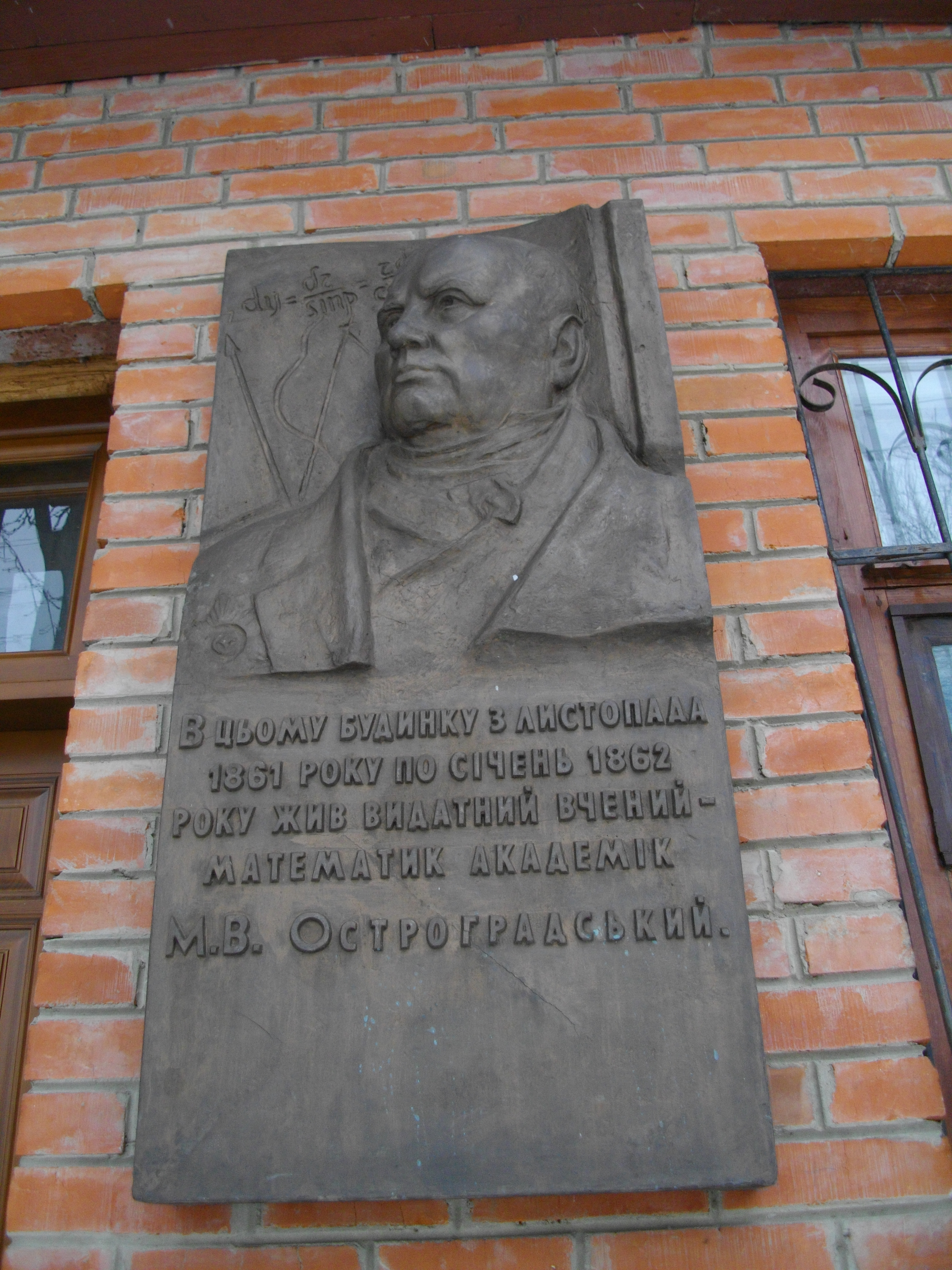
Placa comemorativa em Poltava na última casa na qual Ostrogradsky residiu.

Estudou física e matemática na Universidade Nacional da Carcóvia, de 1816 a 1820. Em 1820 foi afastado dos estudos por motivos religiosos e impedido de obter o doutoramento.
Estudou na Sorbonne e no Collège de France, de 1822 a 1826. Foi aluno de Pierre Simon Laplace, Jean-Baptiste Joseph Fourier, Adrien-Marie Legendre, Siméon Denis Poisson, Jacques Philippe Marie Binet e Augustin-Louis Cauchy.

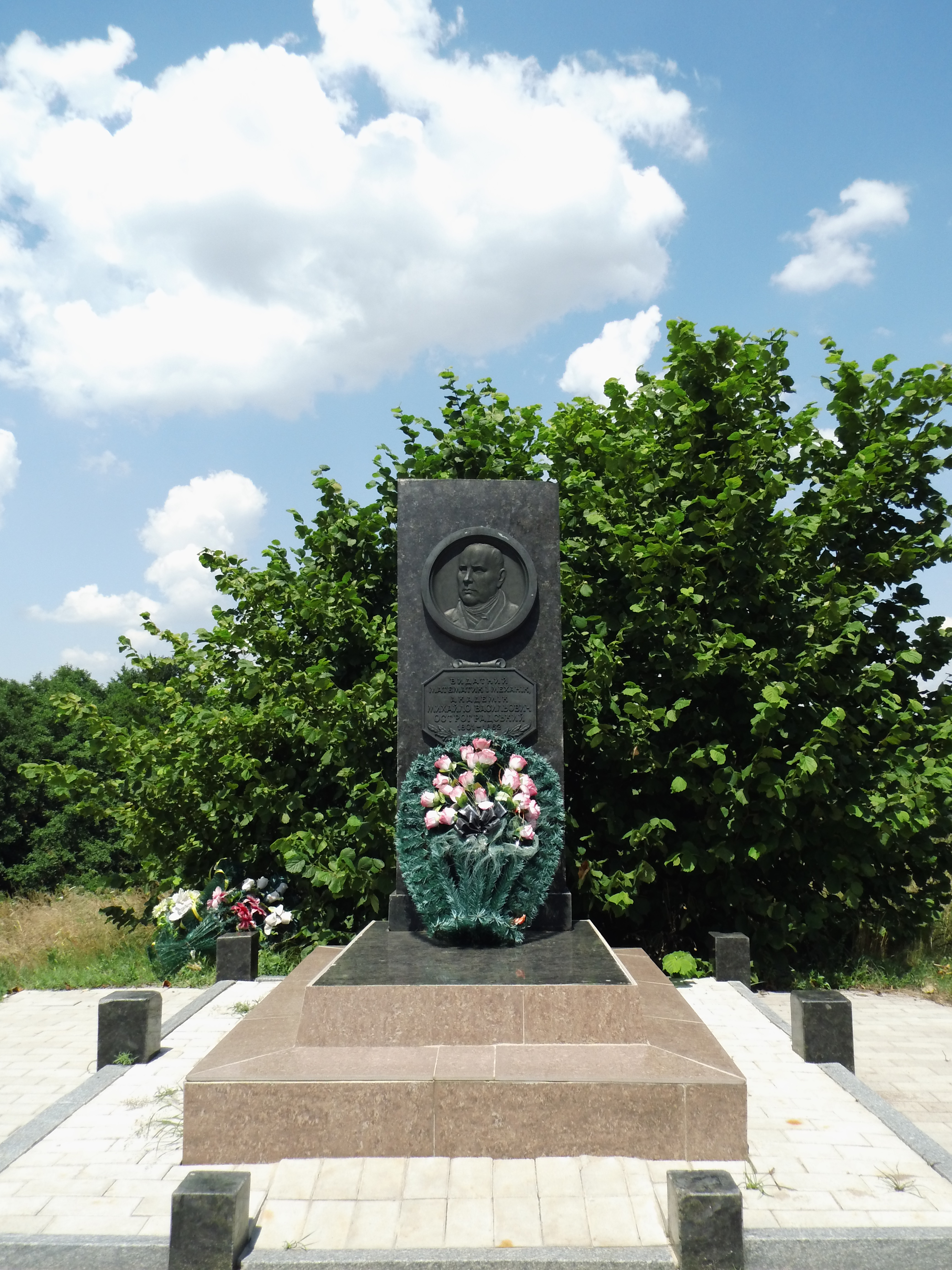
Sepultura de Ostrogradsky na vila de Pashenivka, onde ele nasceu.

Em 1828 regressou a São Petersburgo, sendo eleito membro da Academia de Ciências da Rússia. Demonstrou em 1831 o teorema de Gauß-Ostrogradski.

## Trabalho
Trabalhou principalmente nas áreas matemáticas de cálculo de variações, integração de funções algébricas, teoria dos números, álgebra, geometria, teoria da probabilidade e nas áreas de matemática aplicada, física matemática e mecânica clássica. Neste último, suas principais contribuições estão no movimento de um corpo elástico e no desenvolvimento de métodos de integração das equações de dinâmica e potência dos fluidos, dando continuidade aos trabalhos de Euler, Joseph Louis Lagrange, Siméon Denis Poisson e Augustin Louis Cauchy.
Na Rússia, seu trabalho nesses campos foi continuado por Nikolay Dmitrievich Brashman (1796–1866), August Yulevich Davidov (1823–1885) e especialmente por Nikolai Yegorovich Zhukovsky (1847–1921).
Ostrogradsky não gostou do trabalho sobre geometria não euclidiana de Nikolai Lobachevsky de 1823 e o rejeitou, quando foi submetido para publicação na Academia de Ciências de São Petersburgo.

### Teorema da divergência
Em 1826, Ostrogradsky deu a primeira prova geral do teorema da divergência, que foi descoberto por Lagrange em 1762. Este teorema pode ser expresso usando a equação de Ostrogradsky:
{\displaystyle \iiint _{V}\left({\partial P \over \partial x}+{\partial Q \over \partial y}+{\partial R \over \partial z}\right)dx\,dy\,dz=\iint _{\Sigma }\left(P\cos \lambda +Q\cos \mu +R\cos \nu \right)d\Sigma };
onde P, Q e R são funções diferenciáveis de x, y e z definidas na região compacta V limitada por uma superfície lisa fechada Σ; λ, μ e ν são os ângulos que a normal externa a Σ faz com os eixos x, y e z positivos, respectivamente; e d Σ é o elemento da área de superfície em Σ.

### Método de integração de Ostrogradsky
Seu método de integração de funções racionais é bem conhecido. Primeiro, separamos a parte racional da integral de uma função racional fracionária, a soma da parte racional (fração algébrica) e a parte transcendental (com o logaritmo e o arco-tangente). Em segundo lugar, determinamos a parte racional sem integrá-la e atribuímos uma dada integral na forma de Ostrogradsky:
{\displaystyle \int {R(x) \over P(x)}\,dx={T(x) \over S(x)}+\int {X(x) \over Y(x)}\,dx,}
Onde {\displaystyle P(x),\,S(x),\,Y(x)} são polinômios conhecidos de graus p, s, y respectivamente, {\displaystyle R(x)} é um polinômio conhecido de grau não maior que {\displaystyle p-1}, e {\displaystyle T(x),\,X(x)} são polinômios desconhecidos de graus não maiores que {\displaystyle s-1} e {\displaystyle y-1} respectivamente.
Terceiro, {\displaystyle S(x)} é o maior divisor comum de {\displaystyle P(x)} e {\displaystyle P'(x)}. Quarto, o denominador da integral restante {\displaystyle Y(x)} pode ser calculado a partir da equação {\displaystyle P(x)=S(x)\,Y(x)}.

## Publicações
- Ostrogradsky, M. (1845a), «De l'intégration des fractions rationnelles», Bulletin de la classe physico-mathématique de l'Académie Impériale des Sciences de Saint-Pétersbourg, 4: 145–167.
- Ostrogradsky, M. (1845b), «De l'intégration des fractions rationnelles (fin)», Bulletin de la classe physico-mathématique de l'Académie Impériale des Sciences de Saint-Pétersbourg, 4: 286–300.